# Wan Jiyuan
Wan Jiyuan (13 de julho de 2002) é uma jogadora chinesa de basquete profissional.
Ela conquistou a medalha de bronze nos Jogos Olímpicos de Verão de 2020 na disputa 3x3 feminino com a equipe da China, ao lado de Wang Lili, Yang Shuyu e Zhang Zhiting.